# میدوی، شهرستان گرین، تنسی
میدوی (به انگلیسی: Midway) یک منطقهٔ مسکونی در ایالات متحده آمریکا است که در شهرستان گرین، تنسی واقع شده است. میدوی ۳۸۱٫۰ متر بالاتر از سطح دریا واقع شده است.